# Sam Marsh
Samuel „Sam“ Marsh (* 1879; † im 20. Jahrhundert) war ein englischer Fußballspieler.

## Sportlicher Werdegang
Marsh schloss sich vom Atherton FC kommend 1902 den Bolton Wanderers in der First Division an. Zunächst kam er dort unregelmäßig zum Einsatz und stieg mit der Mannschaft am Ende der Spielzeit 1902/03 trotz neun Toren in 15 Meisterschaftsspielen als Tabellenschlusslicht in die Second Division ab. Im Wettbewerb um den FA Cup 1903/04 erreichte er mit dem Zweitligisten das Finalspiel, in dem sich Manchester City durch einen Treffer von Billy Meredith mit einem 1:0-Sieg im Londoner Crystal Palace durchsetzte. In der Zweitligasaison 1904/05 krönte er sich nicht nur mit 27 Saisontreffern zum Zweitligatorschützenkönig, er führte damit auch die Mannschaft hinter dem FC Liverpool und vor Manchester United zur mit dem Wiederaufstieg verbundenen Vizemeisterschaft. Während der Mitaufsteiger die Meisterschaft gewann, trug er mit zwölf Saisontreffern zum Erreichen des sechsten Tabellenplatzes im Endklassement der Spielzeit 1905/06 bei. Nach dem erneuten Abstieg am Ende der Spielzeit 1907/08 blieb er dem Klub treu und schwankte mit der Fahrstuhlmannschaft in den folgenden Jahren zwischen den Spielklassen. AM Ende der Spielzeit 1911/12, die der Aufsteiger als Tabellenvierter abschloss, verließ er den Verein nach 72 Toren in 185 Ligaspielen. Für den FC Bury spielte er noch kurzzeitig in der Second Division, ehe er seine Profikarriere beendete.